# Amphicnemis lestoides
Amphicnemis lestoides är en trollsländeart som beskrevs av Brauer 1868. Amphicnemis lestoides ingår i släktet Amphicnemis och familjen dammflicksländor. Inga underarter finns listade i Catalogue of Life.